# Coranthus polyacanthus
Coranthus polyacanthus är en fiskart som först beskrevs av Vaillant, 1877.  Coranthus polyacanthus ingår i släktet Coranthus och familjen Apogonidae. Inga underarter finns listade i Catalogue of Life.